# Стереоскопическое зрение
Стереоскопи́ческое зре́ние (от греч. στερεός — «твёрдый, пространственный») — вид зрения, при котором возможно восприятие формы, размеров и расстояния до предмета, например благодаря бинокулярному зрению (количество глаз может быть и больше 2-х, как, например, у ос — два сложных глаза и три простых глаза (глазка), скорпионов — 3-6 пар глаз) или другим типам зрения.

## Функции органов зрения
Функции органов зрения включают в себя:
- центральное или предметное зрение
- стереоскопическое зрение
- периферическое зрение
- цветоощущение
- светоощущение

## Бинокулярное зрение
Головной мозг получает два различных изображения, поступающих в него от каждого глаза, а воспринимает их как одно трёхмерное изображение.
Несмотря на то, что изображение предметов на сетчатках глаз двумерное, человек видит мир трехмерным, то есть он может воспринимать глубины пространства стереоскопическим (от греч. στερεός — «твёрдый, пространственный») зрением.
Человек обладает многими механизмами оценки глубины. К примеру, если вы знаете величину объекта (человек, дерево и др.), то можно определить расстояние до него и узнать, какой из объектов ближе, путём сравнения угловой величины объекта. Но если один предмет расположен впереди другого и частично его закрывает, то передний объект кажется человеку находящимся ближе.
Выпуклый участок стены кажется более светлым в верхней своей части, если источник света расположен выше, а углубление в её поверхности кажется в верхней части более темным. Важным признаком удаленности служит параллакс движения — кажущееся относительное смещение близких и более далеких предметов, если наблюдатель будет двигать головой влево и вправо или вверх и вниз.
Оценивать удаленность предметов можно также по величине аккомодации глаза. Важнейшим механизмом восприятия глубины пространства служит стереопсис, который зависит от одновременного использования двух глаз. Рассматривая любую трехмерную сцену, глаза создают на сетчатках несколько отличающиеся изображения.